# كاندلا فيرو
كاندلا فيرو (بالإنجليزية: Candela Ferro)‏ هي صحفية أمريكية، ولدت في 13 نوفمبر 1973 في مدينة ريكونكيستا، سانتا في في الأرجنتين.